# Avizafone
L’avizafone (Pro-Diazepam) è un profarmaco idrosolubile, derivato delle benzodiazepine diazepam. Può essere somministrato per via intramuscolare.
Viene metabolizzato dagli enzimi nel sangue per formare il farmaco attivo diazepam. È usato principalmente come antidoto all'avvelenamento con agenti nervini organofosfati.